# Toni Payne
Antionette Oyedupe Payne (* 22. April 1995 in Birmingham, Alabama) ist eine in den USA geborene nigerianische Fußballspielerin.

## Karriere

### Klub
In ihrer Collegezeit spielte sie für die Mannschaft der Duke Blue Devils. Ab Sommer 2017 wurde Ajax Amsterdam ihr erster Klub in den Niederlanden. Zur Folgesaison 2018/19 wechselte sie zum spanischen Klub FC Sevilla, wo sie noch heute aktiv ist.

### Nationalmannschaft
Für die USA spielte sie in allen U-Mannschaften, von der U17 (hier gewann sie mit ihrem Team die CONCACAF-Meisterschaft 2012) über die U20 bis zur U23.
Im Jahr 2019 entschied sie sich, nicht länger für die USA aufzulaufen, sondern nun für die nigerianische A-Auswahl zu spielen. Ihr Debüt für das Team gab sie am 18. Februar 2021 beim Turkish Women’s Cup 2021. Auch beim zweiten Spiel gegen Usbekistan war sie beteiligt.
Nach weiteren Freundschaftsspielen war sie auch Teil der Mannschaft beim Afrika-Cup 2022 und bereitete hier im zweiten Gruppenspiel gegen Botswana ein Tor vor. Hier belegte ihre Mannschaft am Ende den vierten Platz.
Am 16. Juni 2023 wurde sie für den nigerianischen Kader bei der Weltmeisterschaft 2023 nominiert, kam in jedem der vier Spiele ihres Teams zum Einsatz und schied mit der Mannschaft im Achtelfinale gegen die Engländerinnen aus.

## Privates
Sie ist die ältere Schwester von Stephen Payne und Nicole Payne.